# Selenologia
La selenologia è la scienza che studia la conformazione della Luna.
La selenologia o geologia della Luna è alquanto differente da quella della Terra. La luna manca di una atmosfera significativa e non ha acqua, ciò elimina l'erosione dovuta al tempo; non possiede alcuna forma di tettonica a placche, ha una gravità inferiore a quella della terra, e a causa della sua piccola dimensione, si raffredda più rapidamente. La complessa geomorfologia della superficie lunare è stata formata da una combinazione di processi, tra i principali sono i crateri dovuti all'impatto con altri corpi astrali e il vulcanesimo. La Luna è un corpo astrale differenziato, che possiede una crosta, un mantello e un nucleo planetario.
Studi geologici della luna si basano su di una combinazione di osservazione tramite telescopi basati sulla terra, misurazioni da stazioni orbitali, reperti lunari e dati geofisici. Alcuni luoghi sono stati esplorati direttamente durante il Progetto Apollo tra la fine degli anni sessanta e l'inizio degli anni settanta, le missioni portarono a terra circa 385 chilogrammi di suolo lunare e rocce, lo stesso fecero le missioni del programma lunare sovietico. La luna è l'unico pianeta extra terrestre del quale possediamo esempi di tipo geologico. Una certa quantità di meteoriti lunari sono state riconosciute sulla terra, tuttavia i crateri da cui provengono sulla luna sono ignoti. Una parte sostanziale della superficie lunare non è stata esplorata e un certo numero di questioni geologiche rimangono irrisolte.

## Elementi che compongono il satellite
Elementi che si sa essere presenti sulla superficie includono tra gli altri, ossigeno (O), silicio (Si), ferro (Fe), magnesio (Mg), calcio (Ca), alluminio (Al), manganese (Mn), titanio (Ti). Tra i più abbondanti sono l'ossigeno, il ferro ed il silicio. Il contenuto di ossigeno è stimato a 45%. Il carbonio sembra essere presente solo in quantità minime, tracce da depositi del vento solare.
Dati di spettrometria a neutroni dal Lunar Prospector indicano la presenza di idrogeno (H) concentrato ai poli.

## Formazione

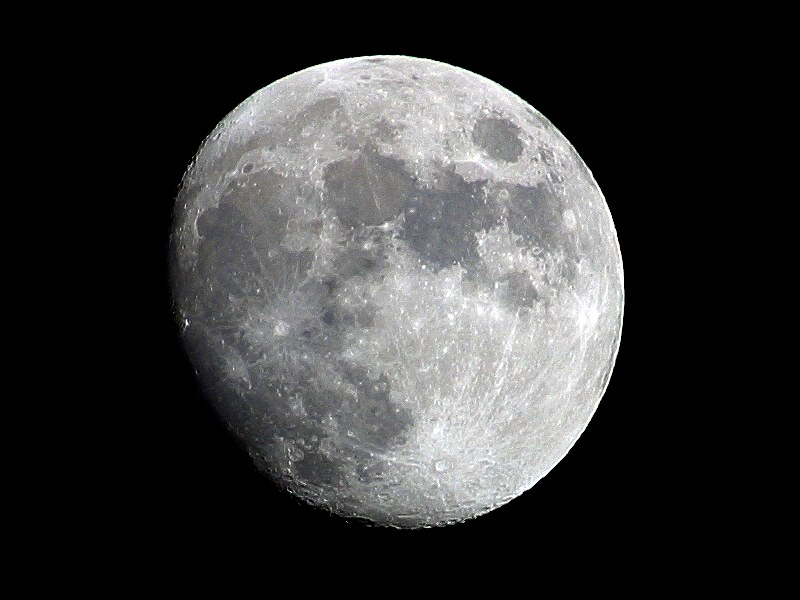
La faccia visibile della Luna

Per tanto tempo, la questione fondamentale riguardante la storia della Luna era riguardo alla sua origine. Le ipotesi primitive includono la fissione dalla Terra, cattura e co-aggregazione. Oggi, l'ipotesi dell'impatto gigantesco è accettata dalla maggior parte della comunità scientifica.

### Ipotesi della fissione
L'idea che la terra primordiale con un'accelerazione rotazionale espelle un pezzo della propria massa fu promulgata da George Darwin (figlio del famoso biologo Charles Darwin). Si presume che l'Oceano Pacifico rappresenti la cicatrice di questo evento. L'origine della instabilità rotazionale della Terra, responsabile di questo distacco, non sarebbero le maree, come anche si pensò all'inizio, ma nel processo di formazione del nucleo terrestre. Infatti quando il materiale più pesante, in particolare il ferro, si concentrò verso il centro della Terra, questa aumentò la propria velocità di rotazione a discapito del diametro. Alla Terra accade quanto avviene a una ballerina che compie una piroetta e gira più velocemente quando accosta le braccia al proprio corpo, diminuendo il proprio diametro. Tuttavia, oggi si sa che la crosta oceanica che forma questo bacino oceanico è relativamente giovane, circa 200 milioni di anni o meno, mentre la Luna è molto più vecchia.

### Cattura lunare
Questa ipotesi afferma che la Luna fu catturata, già completamente formata dal campo gravitazionale della Terra. Questo non è molto verosimile, poiché un incontro ravvicinato con la Terra avrebbe causato o una collisione o un'alterazione della traiettoria del corpo celeste in questione, così se questo fosse realmente avvenuto, la Luna probabilmente non avrebbe più incontrato la Terra. Per avvalorare questa ipotesi la Terra primitiva avrebbe dovuto aver una spessa atmosfera tale da rallentare il movimento della Luna prima che questa potesse allontanarsi. Questa ipotesi spiegherebbe l'orbita irregolare di Giove e Saturno; nonostante ciò, è molto difficile credere che questo spieghi l'origine della nostra Luna. Inoltre, questa ipotesi ha problemi nello spiegare la concentrazione simile di isotopi di ossigeno nei due pianeti.

### Ipotesi della co-aggregazione
Questa ipotesi sostiene che la Terra e la Luna si siano formate assieme come un doppio sistema dai dischi del sistema solare primordiale. Il problema di questa ipotesi è che non spiega il momento angolare del sistema Terra-Luna, né il perché nella Luna non si trovi ferro metallico.

### Le ipotesi dell'accrescimento
Secondo questa ipotesi la Luna si sarebbe formata, dopo la Terra, dalla riunione di materiali diversi (frammenti di corpi celesti, particelle, polveri) che un tempo erano in orbita attorno al nostro pianeta. Non si hanno elementi che consentano di stabilire esattamente a quale distanza dalla Terra si trovassero i materiali che sarebbero andati a costituire la Luna, né si spiega perché essi dovevano essere in parte differenti da quelli terrestri. Questa ipotesi, tuttavia, non esclude un eventuale fenomeno di cattura. Difatti, la Luna potrebbe essersi formata fuori dal campo gravitazionale terrestre, e potrebbe essere stata successivamente catturata dal nostro Pianeta.

### Teoria dell'impatto gigantesco
Attualmente la migliore teoria che spiega l'origine della Luna include la collisione tra due proto pianeti durante il primo periodo di accrescimento del sistema solare. Questa teoria dell'"impatto gigantesco", che divenne popolare nel 1984 (sebbene ebbe origine nella metà degli anni settanta) soddisfa le condizioni di orbita della Terra e della Luna e tiene conto del nucleo relativamente piccolo della Luna. Si sa che collisioni tra planetesimi hanno prodotto la crescita di corpi planetari durante l'evoluzione del sistema solare e in questo contesto è inevitabile che grossi impatti possano capitare a volte quando i pianeti si sono appena formati.
La teoria richiede la collisione tra un corpo circa del 90% dell'attuale forma della Terra, e un altro del diametro di Marte (metà del raggio terrestre e un decimo della sua massa). Il corpo di collisione è stato chiamato Theia, la madre di Selene, la dea Luna della mitologia greca. Questa stima di dimensioni è necessario perché il sistema risultante possa avere un sufficiente momento angolare per stabilirsi nella corrente configurazione orbitale. Un tale impatto avrebbe messo abbastanza materiale nell'orbita terrestre che opportunamente accumulato dava forma alla Luna.